# Ситово (озеро, Северо-Казахстанская область)
Ситово (каз. Ситово) — озеро в Кызылжарском районе Северо-Казахстанской области Казахстана. Находится к югу от села Боголюбово. Вода вытекает через проток в реку Ишим.
По данным топографической съёмки 1940-х годов, площадь поверхности озера составляет 1,4 км². Наибольшая длина озера — 3,5 км, наибольшая ширина — 0,6 км. Длина береговой линии составляет 8 км, развитие береговой линии — 1,88. Озеро расположено на высоте 101,4 м над уровнем моря.